# Plaster Hounds
Plaster Hounds è il secondo album del gruppo musicale statunitense Chromatics, pubblicato il 17 febbraio 2004 e distribuito da Gold Standard Laboratories.
| Recensione | Giudizio |
| ---------- | -------- |
| AllMusic   | [ 1 ]    |
| Pitchfork  | [ 2 ]    |

## Tracce
1. Surrogate – 1:48
2. Garden – 2:35
3. Jesus – 3:44
4. Three Hearts (WASP) – 3:49
5. Vol. II – 1:23
6. Chalk Dust (Holy Water) – 2:48
7. 24/23/22/21 – 3:07
8. Monarch – 4:46
9. Ice Hatchets – 2:52
10. Program – 3:37

Durata totale: 30:29

## Formazione
Crediti riportati secondo Allmusic.
- Ron Avila – batteria, percussioni, cori
- Chromatics – artista primario, autore testi, missaggio, produttore
- Adam Miller – basso, percussioni, cori
- Nate Preston – sassofono
- Jeremy Romagna – ingegnere audio, missaggio, produttore
- Nat Sahlstrom – basso, chitarra, cori
- Silver Apples – autore testi
- Aleesha Whitley – percussioni